# ليونيل فرنانديز
ليونيل فرنانديز (بالإسبانية: Leonel Fernández) هو لاعب رماية غواتيمالي، ولد في 14 أبريل 1934 في غواتيمالا في غواتيمالا.

## وصلات خارجية
- ليونيل فرنانديز على موقع أوليمبيديا (الإنجليزية)